# FC Internazionale Milano (piłka nożna kobiet)
FC Internazionale Milano (wł. Football Club Internazionale Milano) – włoski klub piłki nożnej kobiet, mający siedzibę w mieście Mediolan, na północy kraju, grający od sezonu 2019/20 w rozgrywkach Serie A. Jest sekcją piłki nożnej kobiet w klubie Inter Mediolan.

## Historia
Chronologia nazw:
- 2018: FC Internazionale Milano

Sekcja piłki nożnej kobiet FC Internazionale Milano została założona w mieście Mediolan 23 października 2018 roku po otrzymaniu od A.S.D. Femminile Inter Milano tytułu sportowego. W sezonie 2018/19 debiutował w mistrzostwach Włoch, zdobywając mistrzostwo Serie B, co umożliwiło start w następnym sezonie w Serie A. W debiutowym sezonie 2019/20 na najwyższym poziomie zajął siódme miejsce. 

## Barwy klubowe, strój
|  |  |

Klub ma barwy czarno-niebieskie. Zawodnicy domowe spotkania zazwyczaj grają w pasiastych pionowo czarno-niebieskich koszulkach, czarnych spodenkach oraz niebieskich getrach.

## Sukcesy

### Trofea międzynarodowe
Nie uczestniczył w rozgrywkach międzynarodowych (stan na 31-08-2020).

### Trofea krajowe
| \| \| Zdobyte trofea w rozgrywkach Włoch (stan na: 31-05-2020) \| |                                                          |      |                  |
| Rozgrywki                                                         | Osiągnięcie                                              | Razy | Sezon(y)         |
| Mistrzostwo                                                       | I miejsce                                                | 0    |                  |
| Mistrzostwo                                                       | II miejsce                                               | 0    |                  |
| Mistrzostwo                                                       | III miejsce                                              | 0    |                  |
| Mistrzostwo                                                       | 7.miejsce                                                | 1    | 2019/20          |
| Puchar                                                            | zdobywca                                                 | 0    |                  |
| Puchar                                                            | finalista                                                | 0    |                  |
| Puchar                                                            | 1/8 finału                                               | 2    | 2018/19, 2019/20 |
| II liga                                                           | I miejsce                                                | 1    | 2018/19          |
| II liga                                                           | II miejsce                                               | 0    |                  |
| II liga                                                           | III miejsce                                              | 0    |                  |
| Włochy                                                            | Zdobyte trofea w rozgrywkach Włoch (stan na: 31-05-2020) |      |                  |

## Poszczególne sezony

### Rozgrywki krajowe
| \| Włochy \| Bilans występów klubu w rozgrywkach piłkarskich Włoch (Stan na 31 sierpnia 2020 r.) \| \| |                                                                                     |        |       |   |   |   |    |    |     |            |        |        |      |
| Poziom                                                                                                 | Rozgrywki                                                                           | Sezony | Mecze | Z | R | P | B+ | B– | Pkt | Lata       | Awanse | Spadki | Naj. |
| I | Serie A                                                                             | 1      |       |   |   |   |    |    |     | od 2019/20 | 0      | 0      | 7    |
| II | Serie B                                                                             | 1      |       |   |   |   |    |    |     | 2018/19    | 1      | 0      | 1    |
| | Puchar Włoch                                                                        | 2      |       |   |   |   |    |    |     | od 2018/19 | 0      | 0      | 1/8  |
| | Superpuchar Włoch                                                                   | 0      |       |   |   |   |    |    |     |            | 0      | 0      |      |
| Włochy                                                                                                 | Bilans występów klubu w rozgrywkach piłkarskich Włoch (Stan na 31 sierpnia 2020 r.) |        |       |   |   |   |    |    |     |            |        |        |      |

## Piłkarki oraz personel

### Aktualny skład zespołu
Stan na 6 października 2020:
| Nr | Poz. | Piłkarz                 |
| -- | ---- | ----------------------- |
| 1  | BR   | Roberta Aprile          |
| 2  | OB   | Francesca Quazzico      |
| 6  | OB   | Eva Bartoňová           |
| 7  | NA   | Gloria Marinelli        |
| 8  | PO   | Martina Brustia         |
| 9  | NA   | Regina Baresi (kapitan) |
| 10 | PO   | Alice Regazzoli         |
| 11 | OB   | Caterina Fracaros       |
| 12 | BR   | Astrid Gilardi          |
| 13 | OB   | Beatrice Merlo          |
| 14 | OB   | Kathellen Sousa         |
| 15 | PO   | Linda Nyman             |

| Nr | Poz. | Piłkarz            |
| -- | ---- | ------------------ |
| 16 | NA   | Caroline Møller    |
| 17 | OB   | Julie Debever      |
| 18 | PO   | Marta Pandini      |
| 19 | PO   | Lisa Alborghetti   |
| 20 | PO   | Flaminia Simonetti |
| 21 | BR   | Chiara Marchitelli |
| 22 | PO   | Anna Catelli       |
| 23 | OB   | Anna Auvinen       |
| 27 | NA   | Stefania Tarenzi   |
| 29 | NA   | Ilaria Mauro       |
| 30 | OB   | Bianca Vergani     |
| 93 | PO   | Yoreli Rincón      |

## Struktura klubu

### Stadion
Klub rozgrywa swoje mecze domowe na Stadio Felice Chinetti w Mediolanie o pojemności 4500 widzów.

## Kibice i rywalizacja z innymi klubami

### Derby
- AC Milan Women
- Juventus F.C. Women